# São João da Pesqueira
São João da Pesqueira ist eine Kleinstadt (Vila) und ein Kreis (Concelho) in Portugal mit 2189 Einwohnern (Stand 30. Juni 2011). Es gehört zum Weinbaugebiet Alto Douro, der seit 1756 ersten herkunftsgeschützten Weinbauregion der Welt. Diese gehört seit 2001 zum UNESCO-Welterbe. Die Gemeinde liegt am linken Ufer des Douro.

## Geschichte
Dolmen und Wallburgen belegen eine vorgeschichtliche Besiedlung bis zur Castrokultur. König Alfons III. (Asturien) eroberte den Ort im 9. Jahrhundert von den Mauren und ließ ihn neu besiedeln. Zwischen 1055 und 1065 erhielt der Ort seine ersten Stadtrechte von Ferdinand I. (León). Die ersten Stadtrechte im unabhängigen Königreich Portugal bekam São João da Pesqueira 1198 von König Sancho I., die 1376 bestätigt und 1510 erneuert wurden.

## Kultur und Sehenswürdigkeiten
Unter den Baudenkmälern des Kreises sind u. a. historische öffentliche Gebäude, Herrenhäuser und Sakralbauten, darunter das historische Krankenhaus mit seiner einschiffigen Kirche, der Igreja (e Hospital) da Misericórdia de São João da Pesqueira, die ursprünglich im 16. Jahrhundert errichtet wurde und u. a. barocke Altäre aus vergoldetem Holz (Talha dourada) und Altarretabel des Rokoko birgt. Auch der historische Ortskern als Ganzes steht unter Denkmalschutz.
Einige Abschnitte des Landschaftsbildes entlang des Douro sind geschützt. Verschiedene Wanderwege führen durch den Kreis, einige davon thematisch ausgerichtet, etwa die Weinroute Rotas dos Vinhos da Europa (dt.: Routen der Weine Europas). Auch entlang der archäologischen Ausgrabungen, urgeschichtlichen Funde und Felsmalereien im Kreis führen ausgeschilderte Wanderwege.

## Verwaltung

### Kreis
São João da Pesqueira ist Verwaltungssitz eines gleichnamigen Kreises. Die Nachbarkreise sind (im Uhrzeigersinn im Norden beginnend): Alijó, Carrazeda de Ansiães, Vila Nova de Foz Côa, Penedono, Sernancelhe, Tabuaço sowie Sabrosa.
Mit der Gebietsreform im September 2013 wurden mehrere Gemeinden zu neuen Gemeinden zusammengefasst, sodass sich die Zahl der Gemeinden von zuvor 14 auf elf verringerte.
Die folgenden Gemeinden (freguesias) liegen im Kreis São João da Pesqueira:

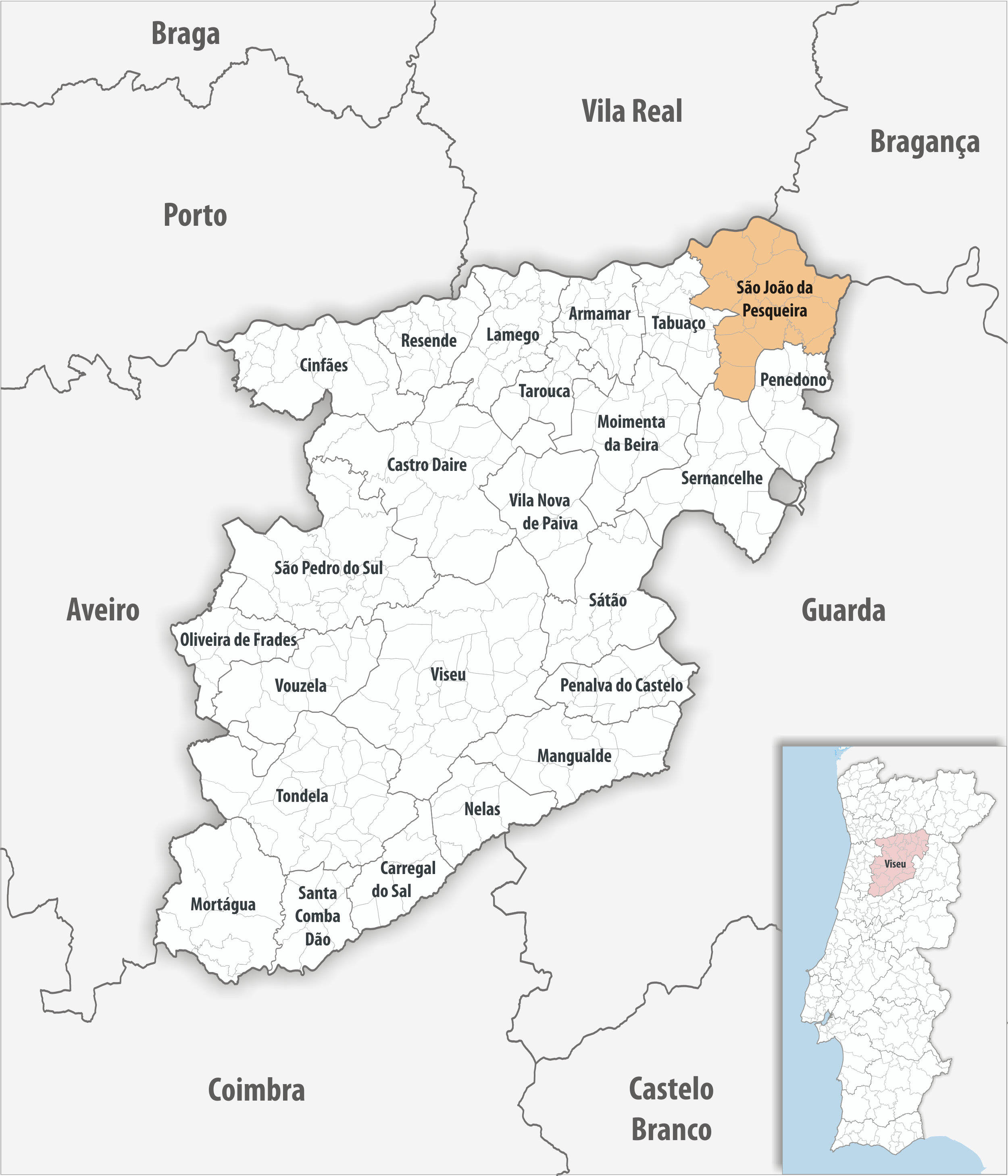
Kreis São João da Pesqueira

| Gemeinde                                  | Einwohner (2021) | Fläche km² | Dichte Einw./km² | LAU- Code |
| ----------------------------------------- | ---------------- | ---------- | ---------------- | --------- |
| Castanheiro do Sul                        | 382              | 20,40      | 19               | 181501    |
| Ervedosa do Douro                         | 1.029            | 40,24      | 26               | 181502    |
| Nagozelo do Douro                         | 340              | 7,89       | 43               | 181504    |
| Paredes da Beira                          | 495              | 20,56      | 24               | 181505    |
| Riodades                                  | 405              | 20,07      | 20               | 181507    |
| São João da Pesqueira e Várzea de Trevões | 2.273            | 53,27      | 43               | 181515    |
| Soutelo do Douro                          | 372              | 17,80      | 21               | 181509    |
| Trevões e Espinhosa                       | 546              | 30,13      | 18               | 181516    |
| Vale de Figueira                          | 356              | 16,47      | 22               | 181511    |
| Valongo dos Azeites                       | 220              | 4,56       | 48               | 181512    |
| Vilarouco e Pereiros                      | 357              | 34,74      | 10               | 181517    |
| Kreis São João da Pesqueira               | 6.775            | 266,13     | 25               | 1815      |

### Bevölkerungsentwicklung
| Einwohnerzahl im Kreis São João da Pesqueira (1801–2011) | Einwohnerzahl im Kreis São João da Pesqueira (1801–2011) | Einwohnerzahl im Kreis São João da Pesqueira (1801–2011) | Einwohnerzahl im Kreis São João da Pesqueira (1801–2011) | Einwohnerzahl im Kreis São João da Pesqueira (1801–2011) | Einwohnerzahl im Kreis São João da Pesqueira (1801–2011) | Einwohnerzahl im Kreis São João da Pesqueira (1801–2011) | Einwohnerzahl im Kreis São João da Pesqueira (1801–2011) | Einwohnerzahl im Kreis São João da Pesqueira (1801–2011) | Einwohnerzahl im Kreis São João da Pesqueira (1801–2011) |
| -------------------------------------------------------- | -------------------------------------------------------- | -------------------------------------------------------- | -------------------------------------------------------- | -------------------------------------------------------- | -------------------------------------------------------- | -------------------------------------------------------- | -------------------------------------------------------- | -------------------------------------------------------- | -------------------------------------------------------- |
| 1801                                                     | 1849                                                     | 1900                                                     | 1930                                                     | 1960                                                     | 1981                                                     | 1991                                                     | 2001                                                     | 2011                                                     |                                                          |
| 3.203                                                    | 5.734                                                    | 12.505                                                   | 12.764                                                   | 15.124                                                   | 10.219                                                   | 9581                                                     | 8653                                                     | 7932                                                     |                                                          |

### Kommunaler Feiertag

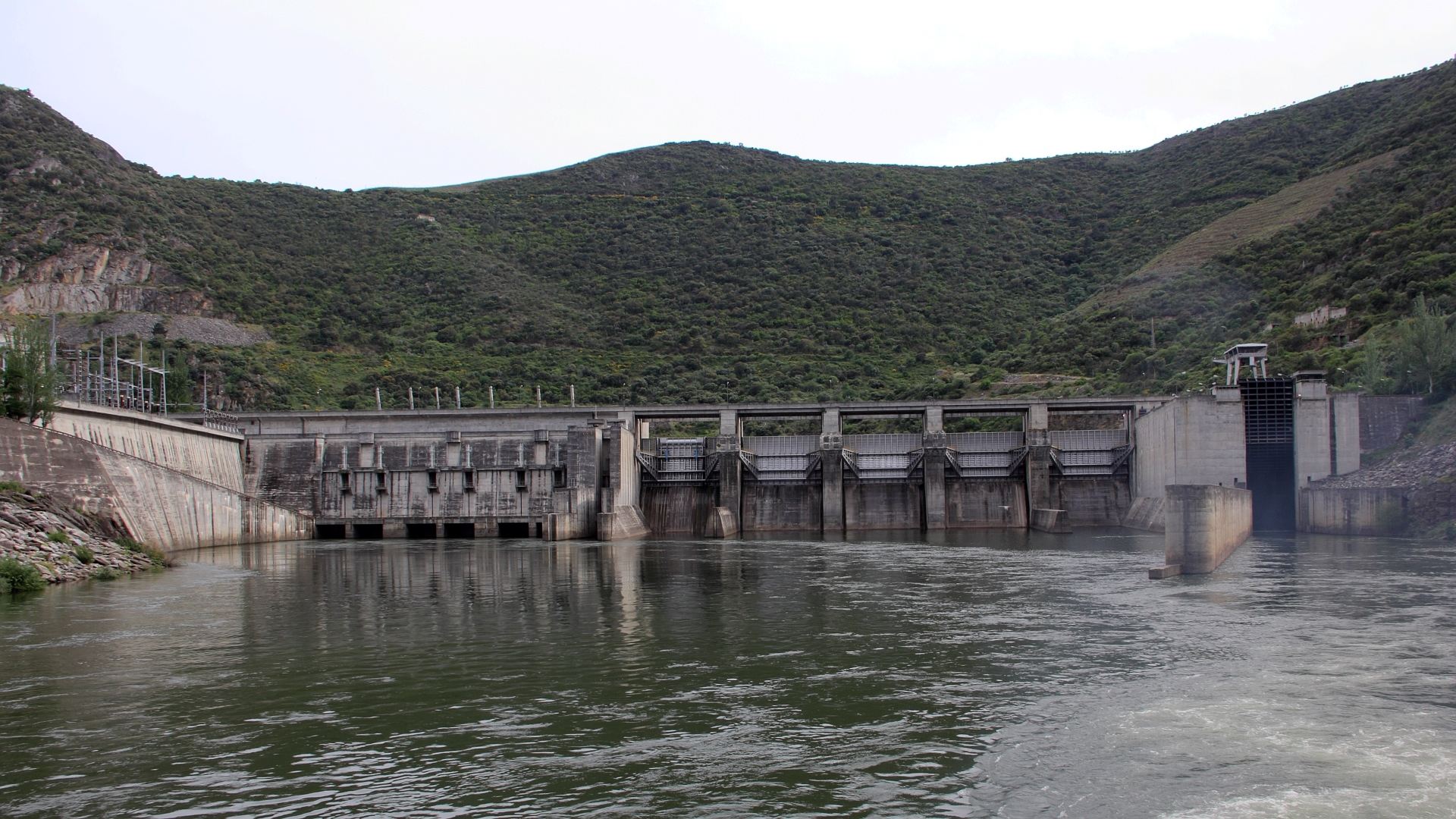
Douro: Wasserkraftwerk und Schleuse Valeira

- 24. Juni

## Wirtschaft und Verkehr
Zwischen São João da Pesqueira und dem am anderen Douroufer gelegenen Linhares wurde 1976 das 216-MW-Wasserkraftwerk und die Schleuse Valeira mit 33 m Fallhöhe in Betrieb genommen. Die Staumauer wird auch genutzt, um die Straße EM 633 über den Fluss zu führen.

### Städtepartnerschaften
- Portugal: Vila Nova de Gaia (seit 1994)[10]

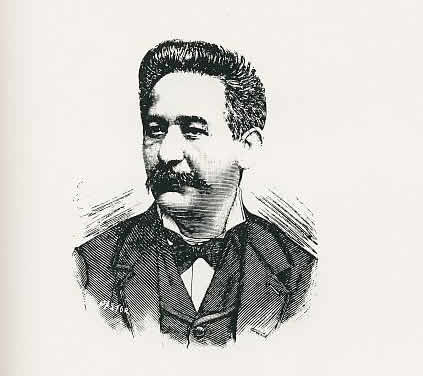
José Maria da Cunha Seixas

## Söhne und Töchter
- José Maria da Cunha Seixas (1836–1895), Philosoph
- Paradela de Oliveira (1904–1970), Fadosänger
- Eduardo Tavares (1918–1991), Bildhauer
- Álvaro Augusto Veiga de Oliveira (1929–2006), Schriftsteller und Bauingenieur, mehrmaliger Bauminister nach der Nelkenrevolution
- José Augusto Seabra (1937–2004), Lyriker, Hochschullehrer, Diplomat und Politiker, Erziehungsminister 1983–85
- Acácio de Almeida (* 1938), Kameramann insbesondere des Novo Cinemas